# 230
Cette page concerne l'année 230  du calendrier julien. Pour l'année 230 av. J.-C., voir 230 av. J.-C. Pour le nombre 230, voir 230 (nombre).
L'année 230 est une année commune qui commence un vendredi.

## Événements
- 21 juillet ou 22 août : Pontien est élu évêque de Rome (fin de pontificat en 235)[1].
- 22 novembre (date traditionnelle) : supplice à Rome de la jeune chrétienne de famille patricienne, Cécilia (ou sous Marc Aurèle vers 176)[2].

- Offensive du roi sassanide Adachîr Ier en Mésopotamie romaine ; il assiège Nisibe et lance des raids en Syrie et en Cappadoce[3] (230-232).
  - Pendant l'offensive perse, les troupes romaines de Mésopotamie se mutinent et tuent leur général Flavius Heracleo. Taurinus est proclamé Auguste par les soldats. L'insurrection est réprimée par Junius Palmatus. D'autres révoltes sont écrasées par Varius Maximus en Illyrie, en Isaurie et en Maurétanie Tingitane. Antonius, à la tête de l'armée de Mésopotamie, est proclamé empereur malgré lui par ses troupes[4].

## Naissances en 230
- Zénobie, reine de Palmyre. >274
- Marcus Aurelius Carus, empereur romain. >283

## Décès en 230
- 23 mai : Urbain Ier, évêque de Rome.
- Dion Cassius Cocceianus, historien grec né vers 160 en Bithynie.